# Jurangjero (Karanganom)
Jurangjero is een bestuurslaag in het regentschap Klaten van de provincie Midden-Java, Indonesië. Jurangjero telt 2221 inwoners (volkstelling 2010).